# ダイバージェントFINAL
『ダイバージェントFINAL』（原題: The Divergent Series: Allegiant）はアメリカ合衆国で製作され、2016年に公開されたSFアクション映画である。本作は「ダイバージェント・シリーズ」の第3部前編にあたる。原作はヴェロニカ・ロスの『ダイバージェント3 忠誠者』。監督をロベルト・シュヴェンケが、主演をシェイリーン・ウッドリーとテオ・ジェームズが務める。

## あらすじ
アマンダ・リッターのビデオ映像に衝撃を受けたシカゴ市民たちは壁に向かって殺到したが、イブリン指揮下の兵士たちによってシカゴ周辺は封鎖され、誰一人として壁の外に出ることができなかった。イブリンは高潔を司る「キャンダー」に所属するジャック・カンに「エリュアダイト」と「ドーントレス」の反乱分子を裁くように命じた。その裁判の中で死刑判決を受けた者も相当数出た。イブリンとジョアンナはトリスとフォーに新しい共同体で指導的地位に就くよう圧力をかけたが、2人は屈しなかった。シカゴ市内の情勢が悪化していく様子を目の当たりにしたトリスはフォー、ケイレブ、クリスティーナ、トーリ、ピーターとともにシカゴから脱走を試みるが、その途中でトーリが一行を待ち伏せていたエドガーに殺されてしまう。
万事休すかと思われたその時、謎の武装集団がトリス一行を救出した。トリス一行は遺伝子繁栄推進局のビルへと連行される。政府は社会問題が起きるのは「傷ついた遺伝子」が原因だと信じていた。よりよい社会を創造しようとする過程で、政府は遺伝子の修正を試みた。それが悲惨な結果をもたらしてしまった。政府は事態の収束を目指してある実験を行った。それはアメリカ合衆国に散在する生存者たちを外界から隔絶された都市に閉じ込めるというものであった。唯一の希望は純粋なダイバージェントを十分な数まで増やし、遺伝子の欠陥を修復するための「純潔化戦争」を勃発させることであった。
マシューとニータはトリスとフォーの遺伝子検査を行った。その結果、トリスは本物のダイバージェントだと確認されるが、フォーは「傷ついた遺伝子」の保有者だと判明してしまう。マシューはトリスを推進局の責任者であるデイビッドの下へと連れて行った。デイビッドはトリスに謎の装置を渡した。それはトリスの母親、ナタリーの記憶を見るための装置であった。ナタリーが推進局の手で養育されていたことを知ったトリスはシカゴの平和を取り戻すためにデイビッドに協力することに同意した。デイビッドによると、この争いを調停することができる「評議員」がいるのだという。
その頃、フォーとクリスティーナは推進局の部隊に入り、訓練を受けていた。2人は荒れ地にある村を救援する作戦に参加することになったが、フォーは推進局に不信感を抱くようになった。作戦の目的が村の子供たちを誘拐して強制的に推進局の一員にすることだと知ったからである。フォーは推進局を信頼するなとトリスに伝えるが、トリスはその言葉を受け入れようとはしなかった。
シカゴの治安維持部隊に参加していたケイレブはシカゴで内紛が発生しているとフォーに伝えた。イブリン率いる「ファンクショレス」とジョアンナ率いる「アリージェント」が今にも内戦を起こしそうだというのである。フォーはトリスに「一緒にシカゴに帰って、惨劇に終止符を打とう」と言うが、トリスはデイビッドとともに評議員との交渉に臨むことを選んだ。デイビッドはシカゴへ向かうフォーに護衛部隊をつけてくれた。シカゴへと向かう飛行機の中、マシューはフォーに「この護衛はお前を暗殺するために仕掛けられた罠だ。」と告げる。フォーは機内にいた兵士たちを倒すことに成功するが、飛行機は墜落してしまった。マシューは外壁の外に出るためのIDカードをフォーに渡した。「もうデイビッドを信頼できなくなった。どうかこれを役立ててほしい。」とマシューは言った。フォーは危機が迫るシカゴへと急行するのだった。

## キャスト
※括弧内は日本語吹替
- ベアトリス・“トリス”・プライアー - シェイリーン・ウッドリー（坂本真綾）
- トビアス・“フォー”・イートン - テオ・ジェームズ（鈴木達央）
- ピーター・ヘイズ - マイルズ・テラー（後藤ヒロキ）
- ケイレブ・プライアー - アンセル・エルゴート（細谷佳正）
- クリスティーナ - ゾーイ・クラヴィッツ（志田有彩）
- デイビッド - ジェフ・ダニエルズ（土師孝也）
- トーリ・ウー - マギー・Q（加藤有生子）
- イブリン・ジョンソン＝イートン - ナオミ・ワッツ（三石琴乃）
- ジョアンナ・レイズ - オクタヴィア・スペンサー（高山みなみ）
- マシュー - ビル・スカルスガルド
- ナタリー・プライアー - アシュレイ・ジャッド（山像かおり）
- 幼い頃のナタリー・プライアー - アンナ・スティーヴンソン
- ユーライア・ペッドラド - キーナン・ロンズデール（英語版）
- ヨアニータ（ニータ） - ナディア・ヒルカー
- マーカス・イートン - レイ・スティーヴンソン（菅生隆之）
- ジャック・カン - ダニエル・デイ・キム
- マックス - メキ・ファイファー（山本格）
- フィリップ - ザンダー・バークレー
- エドガー - ジョニー・ウェストン（英語版）

## 製作

### プリ・プロダクション
2013年12月、サミット・エンターテインメントは「ダイバージェント・シリーズ」の最終作にあたる『ダイバージェント3 忠誠者』を映画化し、2016年に公開すると発表した。しかし、2014年4月11日、ライオンズゲートは「ハリー・ポッターシリーズ」や「トワイライト・シリーズ」のように、「ダイバージェント・シリーズ」も最終章を2分割して映画化すると発表した。ライオンズゲート副社長のロブ・フリードマンとパトリック・ワックスバーガーは「ヴェロニカ・ロスは人々を魅了したトリスたちの物語を『ダイバージェント3 忠誠者』という形で見事に完結させた。あの小説を2分割して映画化したとしても、観客を十分に満足させることができる。」と述べた。
7月9日、ノア・オッペンハイムが脚色を担当することが決まった。12月5日には、前作に引き続いてロベルト・シュヴェンケがメガホンをとることが確定した。

### キャスティング
2015年3月には、シェイリーン・ウッドリー、テオ・ジェームズ、ナオミ・ワッツ、オクタヴィア・スペンサー、マイルズ・テラー、アンセル・エルゴートら前作の主要キャストの続投が確定した。
同年4月28日、ジェフ・ダニエルズの出演が決まった。5月1日、ビル・スカルスガルドがマシューを演じることになったと報じられた。
2015年9月10日、本作のタイトルが『The Divergent Series: Allegiant – Part 1』から『The Divergent Series: Allegiant』に変更されることが発表された。

### 撮影
本作の撮影は2015年5月18日にジョージア州アトランタで始まった。6月11日から23日にはジョージア州フロイド郡リンデールのリンデール・ミルに移って撮影が行われた。なお、リンデール・ミルでは、5月下旬からセットの建設が始められていた。
俳優たちが斧やハンマーなどの金属製の重い武器を使用するシーンの撮影では、大人の俳優が戦う間に子供たちが逃げ惑う様子も撮影された。その撮影には30人余りの子役が雇われていた。この撮影の中で重傷を負ったものは一人もいなかった。しかし、子供たちが怪我をするのではないかと心配した人物が全米映画・テレビ・ラジオ俳優組合（SAG-AFTRA）に通報したが、SAG-AFTRAは何も対応しなかったという。そこで、その何者かは国際演劇被雇用者映画機器技術者同盟（IATSE）に電話をかけた。その電話を受けたIATSEは本作の撮影スタッフに指導をし、翌日には撮影で使用される武器をゴム製のレプリカに取り換えた。このような通報があったのは、前年に制作される予定だった映画『Midnight Rider』撮影時に死亡事故があり、それを受けて映画撮影時の俳優・スタッフの安全に対する意識が高まったことに起因する。

## 公開・プロモーション
2015年9月15日、ファースト・トレイラー「Beyond The Wall」が公開された。11月13日には、セカンド・トレイラー「The Truth Lies Beyond」が公開された。2016年2月12日には「Different」と題した予告編が公開された。
前作の『ダイバージェントNEO』とは異なり、本作はアメリカでの公開前に45か国で公開されることになった。これは配給元のライオンズゲートの戦略で、春の長期休業に伴う観客の増加を見越してのことである。また、大ヒットが見込まれるディズニーのアニメーション映画『ズートピア』との競合を避ける狙いがあった。
日本では劇場公開もソフト化も長らく未定であったが、全米公開から約1年半遅れながらも劇場公開が決定した。宣伝では最終作として扱われており、本来は前編である事には触れられていない。

## 興行収入
原作小説の『ダイバージェント3 忠誠者』が賛否両論になっていることを根拠として、Deadline.comは本作の北米での公開初週末の興行収入が2800万ドル~3000万ドルになるとの予想を発表した。公開初日に本作は1190万ドルを稼ぎ出したが、この数字は前作のおよそ半分である。結局、本作は公開初週末に全米3740館で公開され、2905万ドルを稼ぎ出し、週末興行収入ランキング初登場2位となった。公開3週目の『ズートピア』（3800万ドル）を上回ることはできなかった。この影響で配給元のライオンズゲートの株価が3%下落するという事態にまで至った。

## 評価
本作は批評家から酷評されている。映画批評集積サイトのRotten Tomatoesには122件のレビューがあり、批評家支持率は10%、平均点は10点満点で4点となっている。サイト側による批評家の意見の要約は「『ダイバージェントFINAL』は幾つかの表面的な要素では前2作を上回ったと言える。しかし、シリーズが長く続き過ぎたことによって生じてくる気怠さに対抗できるほどの作品ではない。」となっている。また、Metacriticには31件のレビューがあり、加重平均値は34/100となっている。なお、本作のCinemaScoreはBとなっている。
本作での演技により、ウッドリーは第37回ゴールデンラズベリー賞の主演女優賞にノミネートされた。

## 続編の頓挫
本作の後編にあたる『The Divergent Series: Ascendant』は2017年3月24日にアメリカで公開される予定であった。2016年2月8日、ロベルト・シュヴェンケがシリーズから降板すると報じられた。3月1日、リー・トランド・クリーガーが後編の監督を務めることが決まった。
なお、2015年9月10日に後編のタイトルが『The Divergent Series: Allegiant – Part 2』から『The Divergent Series: Ascendant』に変更されると報じられた。
2016年7月20日、『ダイバージェントFINAL』の興行収入が伸び悩んだことを受けて、ライオンズゲートが第4作をテレビ映画として製作することを検討していると報じられた。しかし、2017年2月8日、シェイリーン・ウッドリーが「テレビ映画には出演しない」と明言した。8月、アメリカのケーブルテレビ局Starzが『Ascendant』のドラマ化の企画を立ち上げたと報じられた。2018年12月、Starzがシリーズ完結作となるドラマ版の製作を断念したとの報道があった。これにより、シリーズは事実上の打ち切りとなった。